# Christina Shuttleworth Kraus
Christina Shuttleworth Kraus (* 1958) ist eine US-amerikanische Klassische Philologin.

## Leben
Sie erwarb 1980 an der Princeton University einen B.A. in Classics summa cum laude und den Ph.D. in Classics 1988 an der Harvard University. Von 1988 bis 1994 war sie Assistant Professor of Classics an der New York University (ernannt zur Associate, 1994). Von 1994 bis 1997 war sie Lecturer in Greek and Latin am University College London. Von 1997 bis 2004 war sie Monro Fellow in Classical Languages and Literature am Oriel College and CUF Lecturer in Classical Languages an der Oxford University. Seit 2004 lehrt sie als Professorin an der Yale University.
Ihre Spezialisierung ist lateinische Geschichtsschreibung, historische Erzählung, Kommentare und Kommentartheorie; Caesar, Livius, Tacitus.

## Schriften (Auswahl)
- Ab vrbe condita book VI. Cambridge 1994, ISBN 0-521-41002-9.
- als Herausgeberin mit Anthony J. Woodman: Neues Testament und frührabbinisches Judentum. Gesammelte Aufsätze. Oxford 1997, ISBN 0-19-922293-2.
- als Herausgeberin: The limits of historiography. Genre and narrative in ancient historical texts. Leiden 1999, ISBN 90-04-10670-7.
- als Herausgeberin mit John Marincola und Christopher Pelling: Ancient historiography and its contexts. Studies in honour of A. J. Woodman. Oxford 2010, ISBN 0-19-955868-X.